# Priemny (île)
L'île Priemny (en russe Остров Приёмный) est une île russe à l’extrême est des îles Vostotchnye et de l'archipel Nordenskiöld. Elle se trouve dans la mer de Kara. 

## Protection
Comme le reste de l’archipel, elle fait partie de la réserve naturelle du Grand Arctique depuis 1993.

## Sources